# Bonsái
Pour les articles homonymes, voir Bonzai (homonymie).
Pour plus de détails, voir Fiche technique et Distribution.
Bonsái est un film chilien réalisé par Cristián Jiménez, sorti en 2011.

## Synopsis
Un jeune écrivain espère susciter l'intérêt d'une jeune femme en lui racontant une ancienne relation.

## Fiche technique
- Titre : Bonsái
- Réalisation : Cristián Jiménez
- Scénario : Cristián Jiménez d'après un roman d'Alejandro Zambra
- Musique : Caroline Chaspoul et Eduardo Henríquez
- Photographie : Inti Briones
- Montage : Soledad Salfate
- Production : Bruno Bettati, Julie Gayet et Nadia Turincev
- Société de production : 4 Saisons Prod, Jirafa, Kine-Imágenes Producciones, L90 Cine Digital, Rizoma Films, Rouge International, Ukbar Filmes et Zoofilms
- Société de distribution : UFO Distribution (France) et Strand Releasing (États-Unis)
- Pays :  Chili,  Argentine,  Portugal et  France
- Genre : drame
- Durée : 95 minutes
- Dates de sortie : 
  -  France : 9 novembre 2011
  -  Chili : 26 avril 2012

## Distribution
- Diego Noguera : Julio
- Alicia Fehrmann : Abuela
- Andrés Waas : Claudio
- Nathalia Galgani : Emilia
- Gabriela Arancibia : Bárbara
- Hugo Medina : Gazmuri
- Trinidad González : Blanca

## Accueil
Le film a reçu un accueil favorable de la critique. Il obtient un score moyen de 65 % sur Metacritic.